# Неферіт II
Неферіт II (єгип. Найфаау-рут II, Нефааруд II або Наиаауруджу II) — давньоєгипетський фараон, який правив у 380 році до н. е. Останній фараон XXIX династії. 

## Життєпис
Був сином Ахоріса.
Правив 4 місяці. Від часів його царювання не залишилось жодних слідів. Був повалений Нектанебом з Себенніта, який заснував власну династію.